# Bobsleigh nos Jogos Olímpicos de Inverno da Juventude de 2012
As competições de bobsleigh nos Jogos Olímpicos de Inverno da Juventude de 2012 foram realizadas no Olympic Sliding Centre Innsbruck em Igls, Innsbruck, Áustria no dia 22 de janeiro. Apenas as competições de duplas masculinas e femininas foram disputadas.

## Calendário
| Janeiro   | 13 | 14 | 15 | 16 | 17 | 18 | 19 | 20 | 21 | 22 |
| --------- | -- | -- | -- | -- | -- | -- | -- | -- | -- | -- |
| Bobsleigh |    |    |    |    |    |    |    |    |    | 2  |

|  | Dia de final |

## Eventos
- Duplas masculinas
- Duplas femininas

## Medalhistas
| Evento                     | Ouro                                                             | Prata                                                    | Bronze                                                 |
| -------------------------- | ---------------------------------------------------------------- | -------------------------------------------------------- | ------------------------------------------------------ |
| Duplas masculinas detalhes | Patrick Baumgartner · Alessandro Grande · Itália \| 1:49.14      | Benjamin Maier · Robert Ofensberger · Áustria \| 1:49.23 | Rudy Rinaldi · Jeremy Torre · Mónaco \| 1:49.31        |
| Duplas femininas detalhes  | Marije Van Huigenbosch · Sanne Dekker · Países Baixos \| 1:51.62 | Mica Mcneill · Jazmin Sawyers · Reino Unido \| 1:51.95   | Kimberley Bos · Mandy Groot · Países Baixos \| 1:52.15 |

## Quadro de medalhas
| Ordem | País                | Medalha de ouro | Medalha de prata | Medalha de bronze |   | Ordem por total |
| ----- | ------------------- | --------------- | ---------------- | ----------------- | - | --------------- |
| 1     | Países Baixos (NED) | 1               | 0                | 1                 | 2 | 1               |
| 2     | Itália (ITA)        | 1               | 0                | 0                 | 1 | 2               |
| 3     | Áustria (AUT)       | 0               | 1                | 0                 | 1 | 2               |
| 3     | Grã-Bretanha (GBR)  | 0               | 1                | 0                 | 1 | 2               |
| 5     | Mônaco (MON)        | 0               | 0                | 1                 | 1 | 2               |
| Total | Total               | 2               | 2                | 2                 | 6 | -               |